# Farah (provincie in Afghanistan)
Farah of Farāh (Pasjtoe: فراه farāh) behoort tot de grootste provincies van Afghanistan. De hoofdstad van de provincie is benoemd naar de provincie en heet eveneens Farāh.
Farāh ligt in het westen van Afghanistan. Het grenst in het noorden aan de provincie Herāt, in het noordoosten aan Ghōr, in het zuidoosten aan Helmand, in het zuiden aan Nīmrōz en in het westen aan buurland Perzië.

## Bestuurlijke indeling
De provincie Farāh is onderverdeeld in 11 districten:
- Anar Dara, met 40 plaatsen
- Bakwa, met 38 plaatsen
- Bala Buluk, met 117 plaatsen
- Farāh, met 72 plaatsen
- Gulistan, met 112 plaatsen
- Khaki Safed, met 22 plaatsen
- Lash wa Juwayn, met 35 plaatsen
- Pur Chaman, met 195 plaatsen
- Pusht Rod, met 79 plaatsen
- Qala i Kah, met 97 plaatsen
- Shib Koh, met 13 plaatsen

Het totaal aantal plaatsen in Farāh is 820.
Badakhshān · Bādghīs · Baghlān · Balkh · Bāmyān · Dāykundī · Farāh · Fāryāb · Ghaznī · Ghōr · Helmand · Herāt · Jowzjān · Kābul · Kandahār · Kāpīsā · Khōst · Kunar · Kunduz · Laghmān · Lōgar · Nangarhār · Nīmrōz · Nūristān · Paktiyā · Paktīkā · Panjshayr · Parwān · Samangān · Sar-e Pul · Takhār · Uruzgān · Wardak · Zābul